# Ekologisk succession

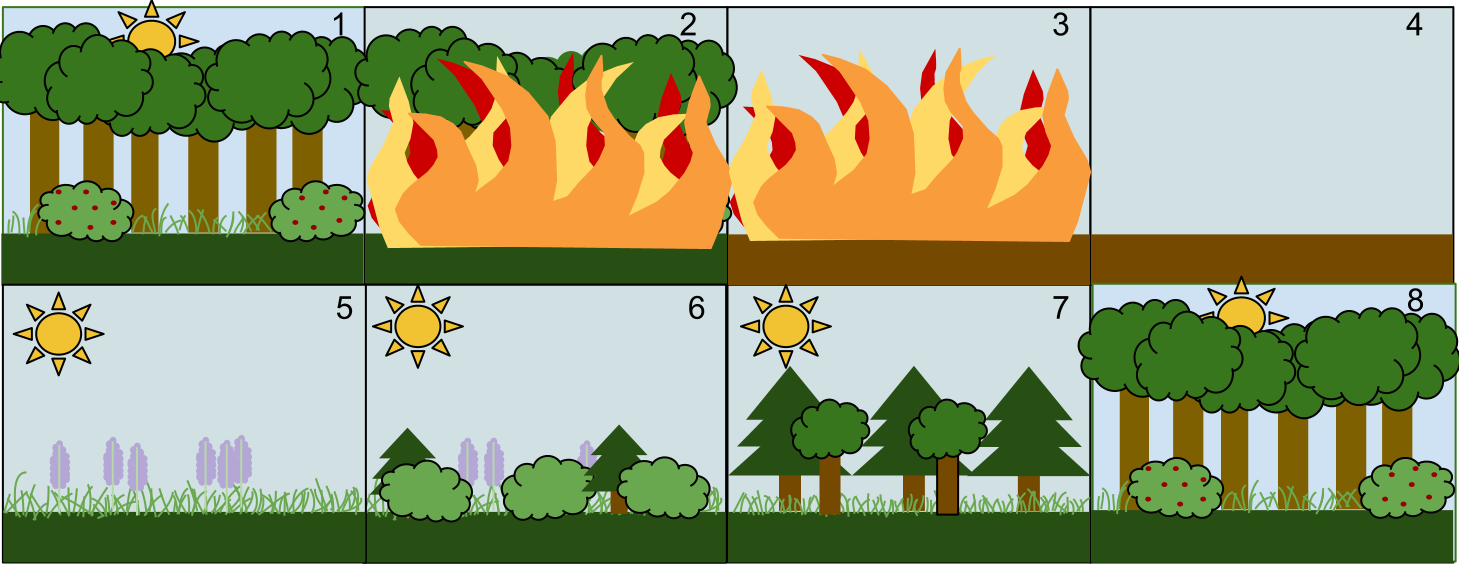
En illustration av en ekologisk succession orsakad av en skogsbrand

Ekologisk succession är den process där artsammansättningen i ett ekosystem förändras över tid. Tidsskalan kan vara årtionden, exempelvis efter en skogsbrand, eller till och med miljontals år efter ett massutdöende. 
Ekologisk succession är en långsam process där ett ekosystem genomgår mer eller mindre ordnade och förutsägbara förändringar vilket leder till att ett nytt växt- och djursamhälle skapas. Processen kan starta med att helt nya, lediga habitat skapas, till exempel från ett lavaflöde eller ett allvarligt jordskred. Vanligare är att processen startar med att ett ekosystem genomgår någon form av störning, till exempel en brand, storskalig stormfällning eller kalhuggning. Man skiljer på dessa två typer av succession:
- Primärsuccession - när områden som tidigare helt saknat livsformer för första gången invaderas av levande organismer och en ny biotop uppstår. Exempelvis genom att ett lavaflöde skapar en ny ö.[3]
- Sekundärsuccession - den förändring som sker i ett växt- och djursamhälle efter en störning. Exempelvis en skogsbrand.[4]

Succession var bland de första teorierna inom avancerad ekologi och studier kring ämnet är fortfarande ett stort forskningsområde inom ekologisk vetenskap.
Några exempel på ekologisk succession:
- Kala sanddyner vid havet täcks först med olika sorters gräs, senare med tall eller ekskog.
- Ängar och hagar växer igen till skog om man inte slår gräset eller låter boskap beta där.
- Vulkanutbrott skapar ny mark, till och med nya öar, som efterhand koloniseras av olika växt- och djurarter.